# ليزلي بدر
ليزلي بدر (بالإنجليزية: Leslie Bader)‏ هي متزلجة أمريكية، ولدت في 10 نوفمبر 1963 في مونروي في الولايات المتحدة.

## وصلات خارجية
- ليزلي بدر على موقع SpeedSkatingStats.com (الإنجليزية)
- ليزلي بدر على موقع اللجنة الأولمبية الدولية (الإنجليزية)
- ليزلي بدر على موقع أوليمبيديا (الإنجليزية)